# PE Builder
PE Builder war ein Programm von Bart Lagerweij, das mit Hilfe einer Windows-XP- oder Windows-Server-2003-CD eine Live-CD oder -DVD erstellen konnte, die ein bootbares „Mini-Windows“ namens BartPE enthält.
Bis etwa 2002 gab es nur auf DOS basierende Boot-Disketten und -CDs. Da damit nur eingeschränkter Schreib- und Lesezugriff für das Dateisystem NTFS möglich war, entwickelte Bart Lagerweij den PE Builder, um eine Windows-PE-ähnliche, aber erweiterte Umgebung zu erstellen.
Der PE Builder brachte bereits einige Plugins mit, welche sich in das „Mini-Windows“ integrieren ließen. Darüber hinaus konnte man auch weitere selbst erstellte oder von anderen Autoren bereitgestellte Plugins für nahezu jede Software hinzufügen. 
Die erstellten Daten konnten entweder sofort auf CD/DVD gebrannt oder in ein ISO-Abbild geschrieben werden, das sich mit einer Brennsoftware auf CD/DVD brennen ließ.
Das Programm konnte auch mittels Slipstreaming aus Windows-CDs ohne Service Pack eine Bart-PE-CD mit Service Pack erstellen. Dazu musste vorher das entsprechende Service Pack heruntergeladen werden.
Die Webseite zeigt seit Dezember 2015 nur noch eine Abkündigung der Software.